# Vjenčić (časopis)
Vjenčić (rusinski: Венчик, ukrajinski: Вiночок) je časopis za djecu i mladež na rusinskom, ukrajinskom i hrvatskom jeziku. Izlazi u Hrvatskoj, u nakladi Saveza Rusina i Ukrajinaca Republike Hrvatske.

## Povijest
Vjenčić je počeo izlaziti 1971. godine u Vukovaru. Dosadašnji glavni urednici časopisa bili su Vida Gudak, Melanyja Plančak, Vlado Kostelnik, Aleksa Pavlešin, Oksana Timko, Gabrijel Takač, Vlado Timko i Vera Pavlović.

## Vanjske poveznice
Mrežna mjesta
- Vjenčić na stranici Saveza Rusina i Ukrajinaca RH